# Cantone di Le Dévoluy
Il Cantone di Le Dévoluy era una divisione amministrativa dell'arrondissement di Gap.
A seguito della riforma approvata con decreto del 20 febbraio 2014, che ha avuto attuazione dopo le elezioni dipartimentali del 2015, è stato soppresso.

## Composizione
Comprendeva il solo comune di Le Dévoluy.
Precedentemente alla costituzione del comune di Le Dévoluy del 1º gennaio 2013 era denominato cantone di Saint-Étienne-en-Dévoluy ed era costituito dai comuni, poi soppressi, di:
- Agnières-en-Dévoluy
- La Cluse
- Saint-Disdier
- Saint-Étienne-en-Dévoluy